# Mesochorus personatus
Mesochorus personatus là một loài tò vò trong họ Ichneumonidae.